# Il segno del comando (film)
Il segno del comando è un film per la televisione del 1992 diretto da Giulio Questi, remake dell'omonimo sceneggiato televisivo del 1971.

## Trama
Il professor Edward Foster, invitato a Parigi per una conferenza sul diario di Byron, a seguito di una magnifica scoperta vede la sua vita legata al ritrovamento del segno del comando, un manufatto che conferisce il dono dell'immortalità a chi abbia diritto di possederlo. 

## Produzione
Il film venne girato nell'estate del 1988.

## Distribuzione
Il film fu trasmesso per la prima volta in tv nel 1992, in una versione ridotta di 90 minuti, anziché in due puntate (per un totale di 212 minuti) come originariamente previsto. Solo nel giugno del 2006 venne trasmessa, sul canale Fantasy, la versione originale in due puntate in prima visione assoluta.